# The Arockalypse: Special Edition
The Arockalypse: Special Edition – rozszerzona wersja albumu The Arockalypse fińskiego zespołu rockowego Lordi. Płyta zawiera wszystko to, co jej pierwotna wersja (przy czym utwór "It Snows in Hell" zawiera na nowo nagrany wokal w zwrotkach) oraz trzy dodatkowe piosenki i płytę DVD.

## Lista utworów

### CD
1. "SCG3 Special Report" – 3:46
2. "Bringing Back the Balls to Rock" – 3:31
3. "The Deadite Girls Gone Wild" – 3:45
4. "The Kids Who Wanna Play With the Dead" – 4:06
5. "It Snows in Hell" (wersja singlowa) – 3:37
6. "Who's Your Daddy?" – 3:37
7. "Hard Rock Hallelujah" – 4:07
8. "They Only Come Out at Night" – 3:39
9. "The Chainsaw Buffet" – 3:47
10. "Good to Be Bad" – 3:30
11. "The Night of the Loving Dead" – 3:08
12. "Supermonstars (The Anthem of the Phantoms)" – 4:00
13. "Would You Love a Monsterman? (2006)" – 3:03
14. "Mr. Killjoy" – 3:24
15. "EviLove" – 3:59

### DVD
1. Live at the Market Square[1]
  1. "Bringing Back the Balls to Rock"
  2. "Devil Is a Loser"
  3. "Blood Red Sandman"
  4. "It Snows in Hell"
  5. "Would You Love a Monsterman?"
  6. "Hard Rock Hallelujah"
2. Eurowizja 2006
  1. "Hello Athens"[2]
3. Teledyski
  1. "Who's Your Daddy?"
  2. "Hard Rock Hallelujah"

## Twórcy
- Mr. Lordi – śpiew
- Amen – gitara elektryczna
- Kalma – gitara basowa
- Kita – instrumenty perkusyjne
- Awa – instrumenty klawiszowe
- OX – gitara basowa ("Would You Love a Monsterman? (2006)")
- Dee Snider – głos "rzecznika monstersquadu" ("SCG3 Special Report")
- Bruce Kulick – gitara elektryczna ("It Snows in Hell")
- Udo Dirkschneider – śpiew ("They Only Come Out at Night")
- Jay Jay French – gitara elektryczna ("The Chainsaw Buffet")